# William Henry Denson
William Henry Denson (* 4. März 1846 in Uchee, Russell County, Alabama; † 26. September 1906 in Birmingham, Alabama) war ein US-amerikanischer Jurist und Politiker (Demokratische Partei).

## Werdegang
William Henry Denson besuchte die Gemeinschaftsschule und die University of Alabama in Tuscaloosa. Er verließ die University of Alabama 1863 und trat in die Konföderiertenarmee ein. Nach dem Bürgerkrieg arbeitete er auf der Farm seines Vaters und studierte Jura. Seine Zulassung als Anwalt bekam er 1868 und fing daraufhin in Union Springs an zu praktizieren. Im Oktober 1870 zog er nach La Fayette, wo er 1874 Bürgermeister wurde.
Denson verfolgte ebenfalls eine politische Laufbahn. Er war 1876 Abgeordneter im Repräsentantenhaus von Alabama. Im nachfolgenden Jahr zog er nach Gadsden, wo er wieder seiner Tätigkeit als Anwalt nachging. Denson wurde am 30. Juni 1885 durch US-Präsident Grover Cleveland als Nachfolger von George Henry Craig zum Bundesstaatsanwalt für den mittleren und nördlichen Distrikt von Alabama ernannt, eine Stellung, die er bis zum 3. Juni 1889 bekleidete. Dann nahm er 1890 als Delegierter an der Democratic State Convention teil, wo er den Vorsitz hatte. Er wurde in den 53. US-Kongress gewählt, verfehlte allerdings 1894 seine Wiederwahl in den 54. US-Kongress. Denson gehörte dem US-Repräsentantenhaus vom 4. März 1893 bis zum 3. März 1895 an. Danach zog er nach Birmingham, wo er wieder seiner Tätigkeit als Anwalt nachging. Er starb dort 1906 und wurde auf dem Elmwood Cemetery beigesetzt.